# Eudoxie (épouse de Théodose II)
Pour les articles homonymes, voir Eudoxie et Eudocie.
Eudocie, parfois orthographié Eudoxie (en latin : Ælia Licinia Eudoxia), née vers 400 et morte en 460, est une impératrice byzantine et une femme de lettres du Ve siècle. Protégée de Pulchérie, la sœur de l’empereur Théodose II, elle épouse celui-ci en 421. Son influence croissante auprès de son mari finit par lui valoir l'inimitié de Pulchérie et sa disgrâce en 439.

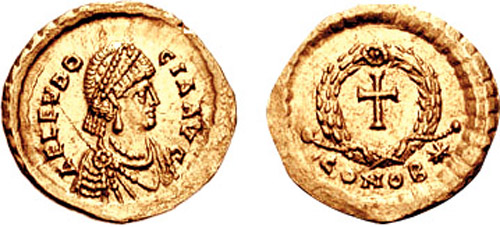
Portrait d'Eudocie sur une pièce de monnaie.

## Famille
Fille du rhéteur athénien nommé Léontius (la), son nom de naissance est Athénaïs. Elle prit celui d'Ælia Licinia Eudocia ou Eudocie lors de sa conversion au christianisme, quand elle devint impératrice byzantine par son mariage avec l'empereur Théodose II le 7 juin 421. Elle est la protégée de la sœur de celui-ci, Pulchérie.
Elle a deux frères ; Gessius, préfet du prétoire d'Illyrie, et Flavius Valerius, consul en 432.

## Biographie
Elle reçoit en 423 le titre d'Augusta, après avoir donné naissance à une fille, Licinia Eudoxia. Celle-ci est promise en mariage dès l'âge de 3 ans à un cousin de Théodose II, Valentinien, qui a alors 6 ans.
Dès son mariage impérial, Eudocie prend l'ascendant sur son époux au détriment de la sœur de celui-ci, Pulchérie. Selon André Chastagnol, elle aurait peut-être inspiré la loi de 425 sur l'université de Constantinople. Dans la querelle du nestorianisme, elle prend parti avec son mari pour le patriarche Cyrille d'Alexandrie qui peut faire condamner Nestorius au concile d'Éphèse en 431. Depuis 435, elle aide Cyrus de Panopolis, égyptien originaire de Panopolis, à devenir préfet de Constantinople puis à cumuler la préfecture de la Ville et celle du prétoire à partir de 439.
Sa fille aînée Licinia Eudoxia est mariée en 437 à Valentinien III, devenu entre-temps l'empereur d'Occident.
En 438, elle fait un pèlerinage en Terre sainte à l'invitation de Mélanie la Jeune, fondatrice de l'Apostoleion, au cours duquel elle prononce un discours à Antioche qui eut un grand succès devant le peuple et le sénat, elle offre de nombreux cadeaux aux églises d'une valeur de plus de 20 000 livres d'or et les remplit de reliques.
En 439, de retour de ce pèlerinage à Jérusalem, elle est faussement accusée d'infidélité à la suite de la jalousie croissante de Pulchérie. Privée par Théodose II de ses attributions d'Augusta, elle se retire à Jérusalem en 443 et consacre la fin de sa vie à la méditation religieuse et à des œuvres de piété, sans renoncer à son amour des lettres. Témoignage touchant de sa venue en Terre sainte, une inscription dédicatoire comportant un poème en vers homériques a été récemment découverte à Hamat Gader, au sud du lac de Tibériade.
Elle est favorable aux monastères de Palestine qui, s'opposant au concile de Chalcédoine, deviennent suspects de monophysisme. Doutant du chemin à suivre, elle envoie des émissaires à Antioche, auprès de saint Siméon le Stylite qui lui rétorque : « Pourquoi cherches-tu une eau lointaine, alors que tu as une source près de toi ? Suis les enseignements d'Euthyme et tu seras sauvée. » C'est en effet saint Euthyme le Grand qui la remet dans le chemin de l'orthodoxie chalcédonienne. Elle meurt le 20 Octobre 460 et est canonisée par l'Église orthodoxe.
Ses restes sont ensevelis dans la crypte de la basilique Saint-Étienne de Jérusalem et sont dispersés lors de l'invasion perse de 614.

## Œuvres
Elle laisse quelques écrits :
- Un poème en l’honneur de Théodose II pour sa victoire sur les Sassanides ;
- Trois livres sur le martyre de saint Cyprien de Nicomédie ;
- Un éloge d’Antioche ;
- Un discours prononcé dans cette ville ;
- Une paraphrase de l'Octateuque et des prophètes Zacharie et Daniel ;
- Le complément des Centons homériques de Patricius.

Le poète vénitien Apostolo Zeno a tiré de l'histoire d'Eudocie la trame du livret d'Atenaïde, opera seria mis en musique par Antonio Vivaldi.

## Liturgie
Le calendrier liturgique de Jérusalem conserve sa mémoire à la date du 19 octobre, avec station dans l'une des nombreuses églises dont elle avait financé la construction, la basilique Saint-Étienne de Jérusalem, aujourd'hui couvent dominicain et siège de l'École biblique et archéologique française de Jérusalem.